# 泰莱凯什
泰莱凯什，是匈牙利沃什州所辖的一个村，总面积10.81平方公里，总人口521，人口密度48.2人/平方公里（2010年1月1日）。